# Rabbit School - I guardiani dell'uovo d'oro
Rabbit School - I guardiani dell'uovo d'oro (Die Häschenschule: Jagd nach dem goldenen Ei) è un film d'animazione tedesco del 2017 diretto da Ute von Münchow-Pohl e liberamente tratto dal libro del 1926 La scuola dei leprotti di Albert Sixtus, illustrato da Fritz Koch-Gotha.

## Trama
Max è un giovane coniglio di città che sogna da sempre di entrare nella gang Conigli Onda d’Urto ma un incidente con un aeroplano, lo fa precipitare in una foresta e si ritrova nella leggendaria scuola per conigli pasquali. Impossibilitato a far ritorno in città fino al giorno di Pasqua, a Max non resta che adattarsi alla vita della scuola dove oltre alla disciplina, i coniglietti imparano a decorare splendide uova da regalare agli umani e a proteggersi dalle volpi. Questo luogo di altri tempi in cui sembrano regnare l’armonia e la pace è però in serio pericolo: una stramba famiglia di volpi escogita continuamente piani per irrompere nella scuola ed impossessarsi della Pasqua e del preziosissimo Uovo d’Oro che appartiene ai conigli da moltissimo tempo.
Con l’aiuto della dolce coniglietta Emmi, delle lezioni della misteriosa Madame Hermine e di Fritz, il maestro della scuola, Max non impara solo la magia segreta dei coniglietti pasquali, ma anche che “casa” è dove si trova il tuo cuore e dove non salterai mai da solo. Basteranno questi insegnamenti per salvare la Pasqua e i suoi nuovi amici?

## Personaggi
- Max, il coniglietto di città: è il protagonista del film, vivace e sveglio, ama la routine cittadina e desidera a tutti i costi entrare nella gang Conigli Onda d’Urto
- Emmi, la coniglietta allieva della Scuola: dolce e coraggiosa, vorrebbe diventare un coniglio pasquale ma è ancora troppo piccola. Diventa la migliore amica di Max
- Madame Hermine, l’insegnante della Scuola: misteriosa e affascinante, gestisce la Scuola e insegna ai coniglietti la disciplina
- Fritz, il maestro della Scuola: nonno di Emmi, insegna come diventare coniglietti pasquali
- Ruth, mamma volpe: mamma di Ferdinand, Bruno e Lorenz. Sogna di poter diventare una volpe pasquale e spinge i figli ad irrompere nella Scuola per rubare l’Uovo d’oro
- Ferdinand, la volpe: escogita continuamente piani per rubare l’Uovo d’Oro ai conigli
- Bruno, la volpe: sempre affamato pensa solo a come riuscire a mangiare i coniglietti
- Lorenz, la volpe: il più tonto dei fratelli

## Produzione
Akkord Film Produktion GmbH, Virgin Lands Animated Pictures (co-produzione), Norddeutscher Rundfunk (NDR) (co-produzione), Südwestdeutscher Rundfunk (SWR) (co-produzione)

## Distribuzione
La distribuzione nelle sale cinematografiche è avvenuta il 16 marzo 2017 da Cloud Movie srl.